# Dundee HSFP
Dernière mise à jour : 23 février 2024.
 Dundee High School Former Pupils Rugby Football Club ou Dundee HSFP est un club de rugby à XV écossais situé à Dundee, actif de 1880 à 2021.

## Histoire
Comme son nom l’indique, le club est fondé par d’anciens élèves du lycée de Dundee en 1880. Il est versé en quatrième division lors de l’instauration du championnat en 1973. En 1982, il remporte le titre de sixième division et commence son ascension vers les sommets : D4 en 1984, D3 en 1986, D2 en 1990. Enfin en 1993, c’est la D1. Depuis, le club alterne entre les deux divisions : descente en 1994, montée en 1995, montée en 1997, redescente en 1998, avec même un passage en D3 en 2000. Le titre de D3 en 2003 est suivi d’un titre de D2 et d’un retour en D1 en 2006.
En 2021, le club fusionne avec le Morgan RFC (en) pour former le Dundee Rugby Club.

## Palmarès
- Champion de Deuxième Division (Division 2) : 2006, 2009
- Champion de Troisième Division (Division 3) : 1990, 2003
- Champion de cinquième division : 1984
- Champion de sixième division : 1982
- Finaliste de la coupe d’Écosse: 2004 et 2005

## Joueurs célèbres
Le club a fourni de très nombreux joueurs à l’équipe d’Écosse
- Stewart Campbell (17 sélections pour l’Écosse)
- Iain Fullarton (6)
- Frank Hadden (entraîneur de l’Équipe d’Écosse depuis 2005)
- Sean Lamont (3)
- David Leslie (31)
- Shaun Longstaff (15)
- John Manson (1)
- Andy Nicol (23)
- Jon Petrie (35)
- Mosese Rauluni (Fidji)
- Chris Rea (13)
- George Ritchie (Premier sélectionné du club en 1932)
- Tom Smith (60)
- Rob Wainwright